# Treble Booster

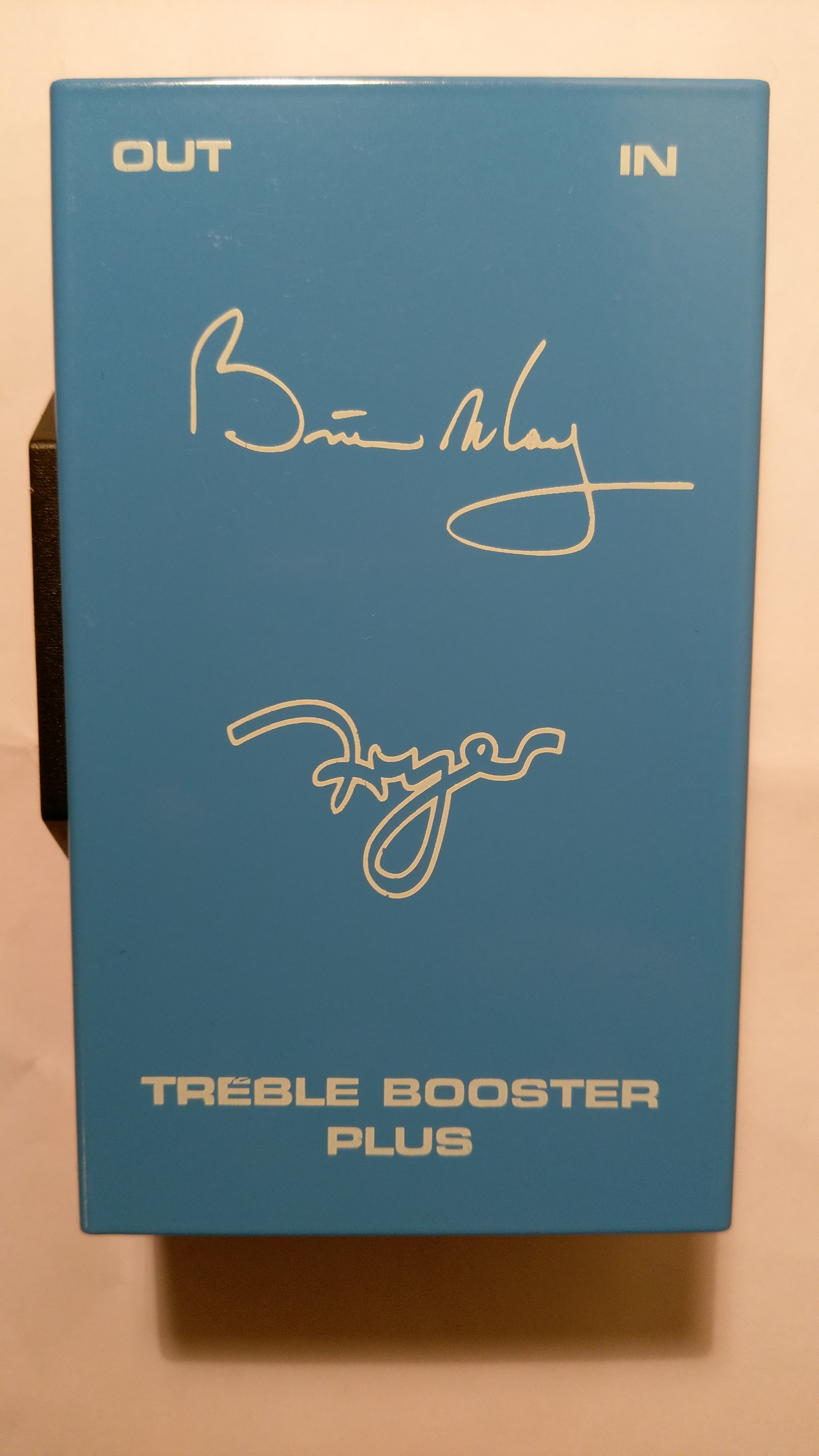
Fryer Sound Treble Booster Plus

Ein Treble Booster ist ein Effektgerät zum Verändern des Klangcharakters einer E-Gitarre. Treble Booster werden beispielsweise auf dem Pedalboard oder am Gitarrengurt im Gitarrenrig verwendet. Elektronisch gesehen ist es ein einstufiger aktiver Verstärker im Signalweg einer E-Gitarre.

## Funktionsweise
Die ersten Geräte dieser Art wurden mit Germanium-Halbleitern in Emitterschaltung hergestellt und als Vorschaltgeräte vor Röhrenverstärkern eingesetzt, um das schwache Signal der elektrodynamischen Tonabnehmer auch über längere Distanzen und Kabelwege hinweg klanglich verlustarm dem Verstärkereingang zuzuführen. Als Nebeneffekt ergab sich ein deutlich brillanteres Klangbild, also Veränderung des Klangcharakters, da parasitäre Kabelkapazitäten und Impedanz-Anpassungsprobleme weniger stark in Erscheinung traten. Der Begriff des Treble Booster war geboren.

## Elektronische Schaltung
Es handelte sich ursprünglich um minimalistische Verstärkerschaltungen mit Bipolartransistoren, die durch die Kondensatoren am Ein- und Ausgang und durch die Eliminierung der parasitären Kabeldämpfung eine Hochpass-Charakteristik erzielten. Heutzutage sind überwiegend Varianten mit Operationsverstärkern im Gebrauch. Man spricht bei den Einbau-Varianten von aktiver Elektronik. Die Verstärkung beträgt typischerweise 6 bis 35 dB. Mit etwas handwerklichem Geschick lassen sich derartige Schaltungen selbst löten.

## Ausführungen
Eines der ersten Gerät dieser Art war das 1965er Dallas Range Master. Aus den 1970er Jahren sind auch nahezu unbrauchbare Versionen bekannt, bspw. ein Plug-In-Device von Elektro-Harmonix, das direkt in den Verstärkereingang gesteckt wurde. Es verstärkte hauptsächlich das Kabelrauschen und zerbrach bei mechanischer Belastung durch Kabelzug in seine Einzelteile.

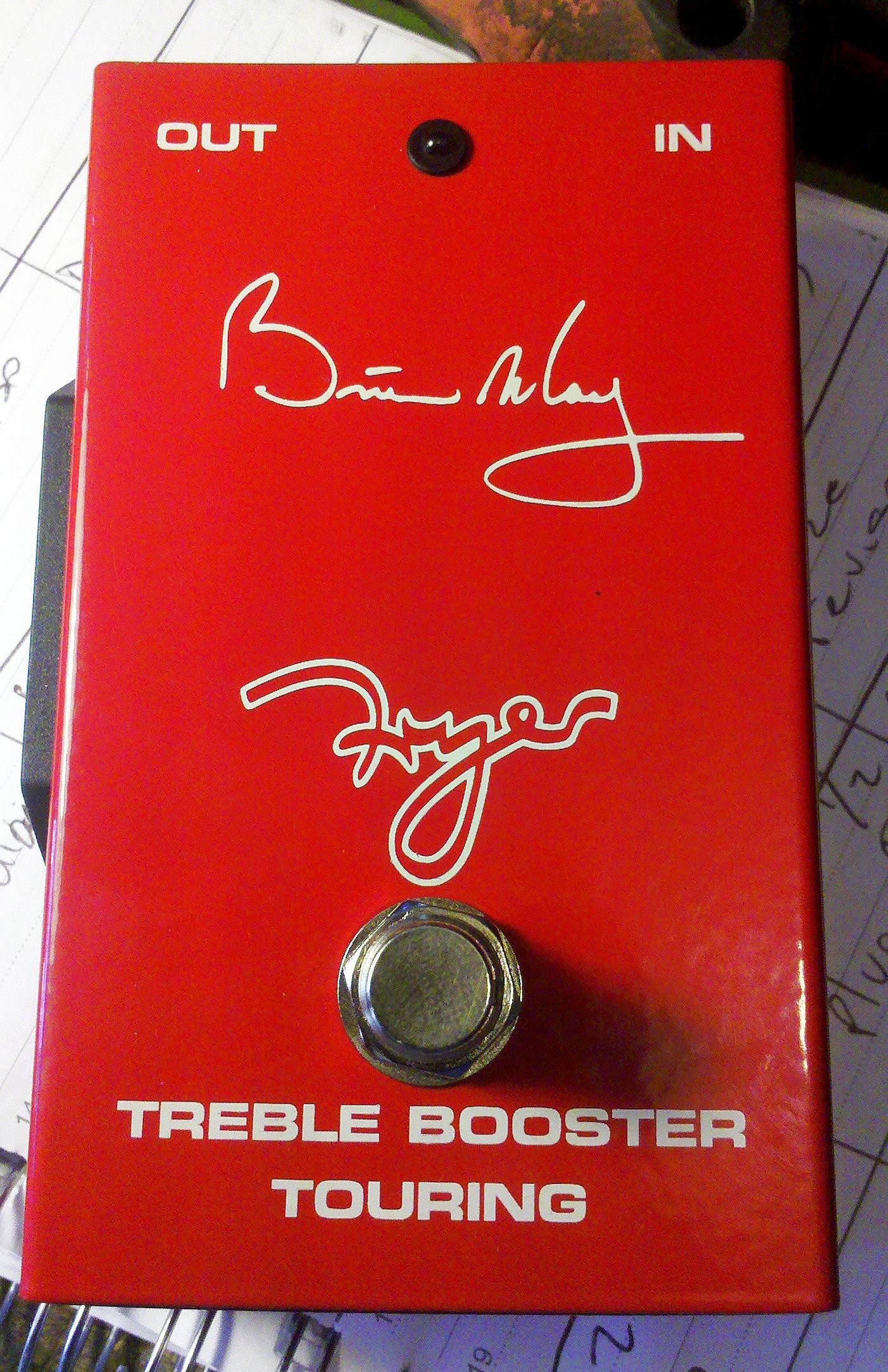
Fryer Treble Boosters Touring

### Fryer Guitars

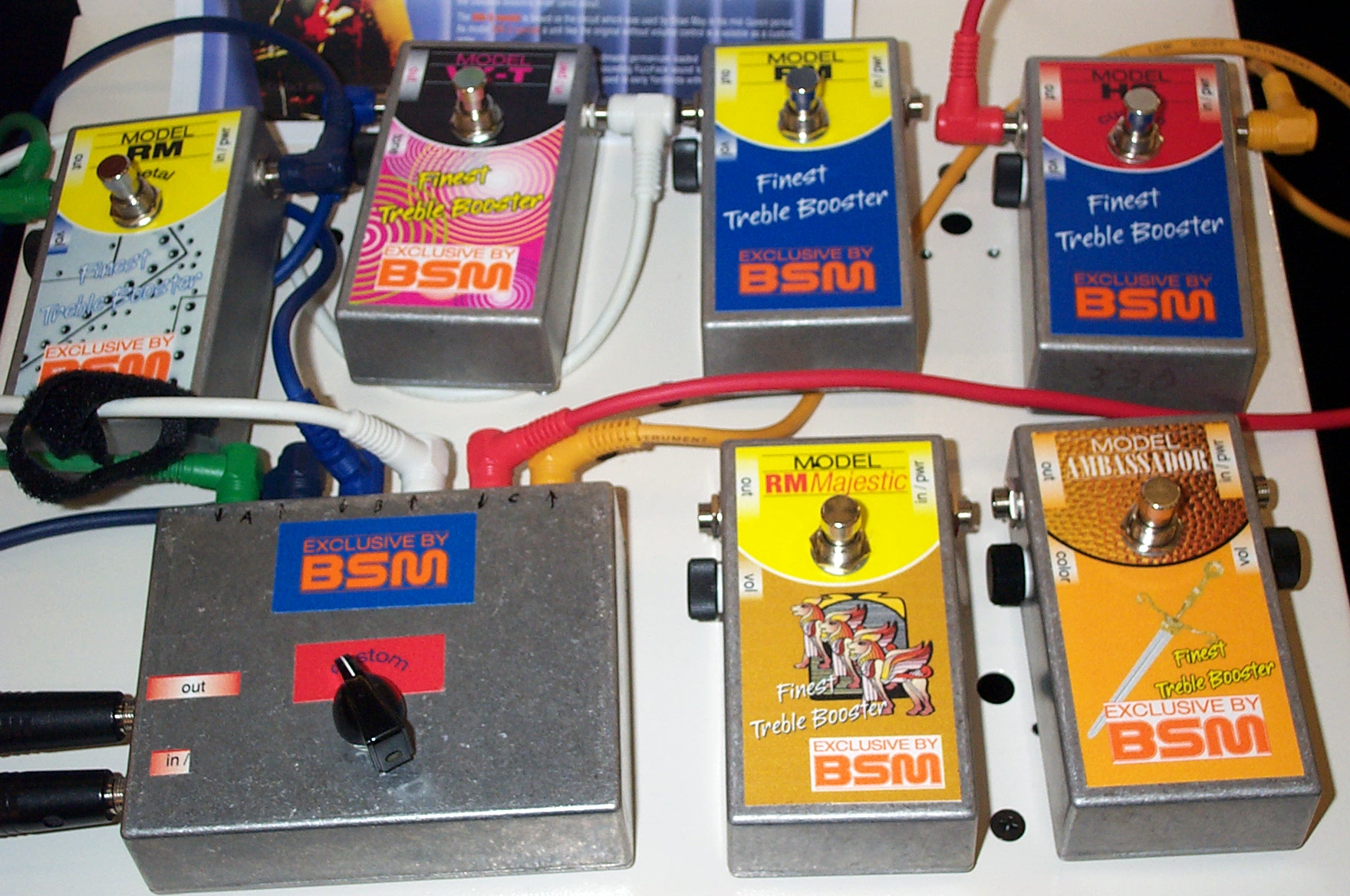
BSM Treble Boosters

Fryer Sound Ltd. haben drei Pedale herausgegeben, die von Brian May signiert sind. Der lilafarbene „Treble Booster Deluxe“ zielt darauf ab, mit 35 dB Verstärkung den Sound von Queen Mitte der 70er zu reproduzieren. Blau ist das „Treble Booster Plus“ mit 36 dB und unterscheidet sich durch den Klang einer fast violinenartigen Stimme im Zusammenspiel mit Humbucker-Gitarren. Rot ist das „Treble Booster Touring“ mit 31 dB Verstärkung welches Brian May seit 1998 selbst benutzt.

### BSM

#### Low Gain
Der „VX-C Clean Treble/Bass Booster“ ist ein Nachbau des Vox Treble Boosters für Gitarre und Bass aus den späten 60ern. Es verfügt über einen Drehknopf für den Ton und hat „True-Bypass“. Mit diesem Pedal ist es möglich den Sound eines in der mittleren Position fixierten Wah-Wahs zu reproduzieren. Das Nachfolgemodell des Vox-Boosters wurde durch den „VX-T Treble/Mid Boost“ mit mehr Verstärkung und modifiziertem Tonnetz nachempfunden. Eine Spezialanfertigung des Vox-Boosters zur Huldigung des The Byrds Gitarristen Roger McGuinn speziell dem Song Mr. Tambourine Man ist im „RMG Clean Boost“ nachempfunden.

#### Medium Gain
- RM Treble Booster
- RM Velvet Treble Booster
- RM Early Days Treble Booster
- HS-S Treble Booster
- OR Treble/Bass Booster
- DM-T Fat Treble Boost
- RW-F Treble Booster
- AP-WA Treble Booster

#### High Gain
- HS Treble Booster
- BSM HS-C Treble Booster
- RG Treble Booster
- RM-Metal Treble Booster
- Ambassador mid-voiced Treble Booster
- BM-Q Treble Booster
- BM-Q Special Treble Booster
- FireBall Treble Booster
- „Albuquerque“ Special Booster

Der Verstärker-Hersteller 65amps hat ein handverdrahtetes Germanium-Pedal namens (65 Pedals) Colour Boost herausgegeben, welches über einen vierstufigen „Colour“-Schalter verfügt. Der Schaltkreis ist eine exakte Kopie des Dallas Range Masters. Der Four Banger mk2/mk3 von Colour Boost hat vier verschiedene Boosts: Dallas Range Masters, JFET, OpAmp und MOSFET.

## Kritik
Einige der Pedale haben kein „True-Bypass“, Bei vielen Modellen fehlt LED zur Anzeige des Batteriestandes, und bei einigen Modellen fehlen Regelmöglichkeiten überhaupt.

## Bekannte Benutzer
- Brian May
- David Gilmour
- Eric Clapton
- Gary Moore
- Marc Bolan[4]
- Mark Knopfler
- Ritchie Blackmore
- Rory Gallagher
- Tony Iommi[5]